# Gilles Elbaz
 (octobre 2019).
Si vous disposez d'ouvrages ou d'articles de référence ou si vous connaissez des sites web de qualité traitant du thème abordé ici, merci de compléter l'article en donnant les références utiles à sa vérifiabilité et en les liant à la section « Notes et références ».
Pour les articles homonymes, voir Elbaz.
Gilles Elbaz, de son vrai nom Gilles El Baz dit Nouchy, né le 14 juin 1946 à Castres et mort le 18 juillet 2009 à Lorient d'une longue maladie, est un chanteur, auteur-compositeur-interprète français.

## Biographie
Gilles El Baz, connu sous le nom de Gilles Nouchy, partage son enfance entre la rue Ampère à Paris 17ème, et la propriété "Les 5 Frères" à Beaucé Marcilly-La-Campagne 27320, où son père, et l'ainé de ses 4 frères, ont délocalisé leur usine de moulage d'objets et jouets en plastique.
Gilles a apprend le chant choral puis la guitare. En 1963, il découvre le jazz avec des musiciens américains à La Vacherie à côté d'Évreux. Il compose ses premières chansons.
On le trouve chantant durant les années 1970 dans l'antre de La Cour des Miracles, cabaret bordelais qui accueille également Bernard Dimey, Germinal, Bernard Lavilliers, Gérard Ansaloni et Maurice Fanon.
Il crée les Ateliers chanson à Paris en 1983, puis il est nommé directeur du Centre régional de la chanson de Rennes, et s'installe à Lorient en 1991 et y créé Rendez-vous Chansons qui perdure aujourd'hui.

## Récompenses et distinctions
Lauréat du prix Fine Fleur de la Chanson française,, organisé par Luc Bérimont, diffusé par l'O.R.T.F. à Bobino, en juin 1970.

## Discographie
- 1970 : Les quatre éléments – 33T Disques Alvarez C456  Productions "La Boîte à Musique"
- 1972 : Le miroir de l'arbre – avec Siegfried Kessler 33T Disques Alvarez C476
- 1974 : Le vent aux ailes
- 1976 : Les mots sont de la musique[4]
- 1979 : Paradis terrestre – 33T Disques Oxygène double album OXY032
- 1984 : Le reflet dans la vitre
- 1988 : Rue des envierges
- 1995 : Anthologie de la chanson française : la tradition – (Direction Marc Robine)
- 1996 : Anthologie de la chanson française : 1970/1980
- 1996 : ICI, Ballades, Sonnets, Sonnailles et Autres Villanelles...